# De Treffers '70
De Treffers '70 (DTK '70) is een Nederlandse tafeltennisclub uit Klazienaveen, waarvan met name de vrouwenafdeling de vereniging op de kaart zette. Het hoogste damesteam promoveerde in 1995 naar de Nederlandse eredivisie en won in 2002 de Europacup voor landskampioenen. Het werd landskampioen in 1995, 1996, 1997 (als Haka/Treffers), 1998, 1999 (als Schoonderbeek/DTK'70), 2000 (als Hectas/DTK'70), 2001 en 2002 (als Henk ten Hoor/DTK'70). DTK '70 draagt sinds september 2008 de naam Petstra/DTK '70.
Het hoogste mannenteam speelt in de Eredivisie en werd in 2018 voor het eerst landskampioen door winst op Taverzo.

## Selectiespelers
Onder meer de volgende spelers speelden minimaal één wedstrijd voor De Treffers in de eredivisie:
Vrouwen:
| - Diana Bakker - Mandy Beker - Barbara van der Grijn - Jing Jun Hong | - Gerdie Keen (4x NK) - Yan Su - Marit Scheers | - Jelena Timina (1x NK) - Sigrid van Ulsen - Bettine Vriesekoop (14x NK) |

Mannen:
| - Zhou Chang Long - Qi Xiao Feng - Nathan van der Lee - Pepijn Leppers (Dutch Butterfly Team) | - Casper ter Lüün (Dutch Butterfly Team) - Song Shanua - Piotr Szafranek - Arnoud Meijer | - Kamil Tomaszuk - Peter Verweij - Felix Warners - Henk Jan Wils |

- NK = Nederlands Kampioen enkelspel

## Erelijst
- Europacup voor landskampioenen vrouwen 2002 (door Ni Xia Lian, Jing Jun Hong en Bettine Vriesekoop).
- Landskampioen mannen 2018
- Landskampioen vrouwen 1995 tot en met 2002
- Winnaar nationale beker vrouwen 1994, 1999
- TVM Sportprijs Drenthe 2003